# Liste der Orte in Stuttgart
Die Liste der Orte in Stuttgart listet die geographisch getrennten Orte (Stadtteile, Dörfer, Weiler, Höfe, Wohnplätze) im Stadtkreis Stuttgart in Baden-Württemberg auf.

## Systematische Liste
Stadtbezirke mit den zugehörigen Stadtteilen und sonstigen Orten:
| \| Die 23 Stadtbezirke mit Anzahl der zugehörigen Stadtteile \| \| Innere Stadtbezirke \| \| ------------------------------------------------------------------------------------------------------------------------------------------------------------------------------------------------------------------------------------------------------------------------------------------ \| \| Stuttgart-Mitte (10), Stuttgart-Nord (11), Stuttgart-Ost (8), Stuttgart-Süd (7), Stuttgart-West (9) \| \| Äußere Stadtbezirke \| \| Bad Cannstatt (18), Birkach (3), Botnang (4), Degerloch (5), Feuerbach (8), Hedelfingen (4), Möhringen (9), Mühlhausen (5), Münster (1), Obertürkheim (2), Plieningen (5), Sillenbuch (3), Stammheim (2), Untertürkheim (8), Vaihingen (12), Wangen (1), Weilimdorf (6), Zuffenhausen (11) \| | Stadtbezirke und Stadtteile Stuttgarts zum Anklicken |
| Die 23 Stadtbezirke mit Anzahl der zugehörigen Stadtteile |                                                      |
| Innere Stadtbezirke |                                                      |
| Stuttgart-Mitte (10), Stuttgart-Nord (11), Stuttgart-Ost (8), Stuttgart-Süd (7), Stuttgart-West (9) |                                                      |
| Äußere Stadtbezirke |                                                      |
| Bad Cannstatt (18), Birkach (3), Botnang (4), Degerloch (5), Feuerbach (8), Hedelfingen (4), Möhringen (9), Mühlhausen (5), Münster (1), Obertürkheim (2), Plieningen (5), Sillenbuch (3), Stammheim (2), Untertürkheim (8), Vaihingen (12), Wangen (1), Weilimdorf (6), Zuffenhausen (11) |                                                      |

## Alphabetische Liste
In Fettschrift erscheinen die Stadtbezirke, in Normalschrift die Stadtteile, in Kursivschrift Wohnplätze, Höfe und Häuser:
| - Altenburg zu Bad Cannstatt - Am Bismarckturm zu Stuttgart-Nord - Am Pragfriedhof zu Stuttgart-Nord - Am Rosensteinpark zu Stuttgart-Nord - An der Burg zu Feuerbach - Asemwald zu Plieningen - Auf der Prag zu Stuttgart-Nord - Bad Cannstatt - Bahnhof Feuerbach zu Feuerbach - Benzviertel zu Untertürkheim - Berg zu Stuttgart-Ost - Bergheim zu Weilimdorf - Birkach - Birkach-Nord zu Birkach - Birkach-Süd zu Birkach - Birkenäcker zu Bad Cannstatt - Böhmisreute - Bopser zu Stuttgart-Süd - Botnang - Botnang-Nord zu Botnang - Botnang-Ost zu Botnang - Botnang-Süd zu Botnang - Botnang-West zu Botnang - Brie (Brie-Altenburg) - Bruckwiesen zu Untertürkheim - Bruderhaus - Büsnau zu Vaihingen - Burchhalden - Burgholzhof zu Bad Cannstatt - Cannstatt-Mitte zu Bad Cannstatt - Chausseefeld zu Plieningen - Dachswald zu Vaihingen - Degerloch - Degerloch zu Degerloch - Diemershalde zu Stuttgart-Mitte - Dobel zu Stuttgart-Mitte - Dürrlewang zu Vaihingen - Espan zu Bad Cannstatt - Fasanengarten - Fasanenhof zu Möhringen - Fasanenhof-Ost zu Möhringen - Feuerbach - Feuerbacher Tal zu Feuerbach - Feuerbach-Mitte zu Feuerbach - Feuerbach-Ost zu Feuerbach - Feuersee zu Stuttgart-West - Flohberg zu Untertürkheim - Frauenkopf zu Stuttgart-Ost - Freiberg zu Mühlhausen - Gablenberg zu Stuttgart-Ost - Gaisburg zu Stuttgart-Ost - Gänsheide zu Stuttgart-Ost - Gehrenwald zu Untertürkheim - Geiger zu Bad Cannstatt - Giebel zu Weilimdorf - Hafen zu Hedelfingen - Haigst zu Degerloch - Hallschlag zu Bad Cannstatt - Hasenberg zu Stuttgart-West - Hauptbahnhof zu Stuttgart-Mitte - Hausen zu Weilimdorf - Hedelfingen - Hedelfingen zu Hedelfingen - Heerstraße zu Vaihingen - Heilbronner Straße zu Stuttgart-Nord - Heslach zu Stuttgart-Süd - Heumaden zu Sillenbuch - Heusteigviertel zu Stuttgart-Mitte - Höhenrand zu Vaihingen - Hölderlinplatz zu Stuttgart-West - Hofen zu Mühlhausen - Hoffeld zu Degerloch - Hohenheim zu Plieningen - Hohe Warte zu Feuerbach - Hospitalviertel zu Stuttgart-Mitte - Kaltental zu Stuttgart-Süd - Karlshöhe zu Stuttgart-Süd - Karlshof - Karlsvorstadt Heslach - Katzenbacher Hof - Kernerviertel zu Stuttgart-Mitte - Killesberg zu Stuttgart-Nord - Kleinhohenheim, herzogliche Domäne - Klettplatz zu Stuttgart-Mitte - Korntal-Münchingen - Kräherwald zu Stuttgart-West - Kurpark zu Bad Cannstatt - Lauchäcker zu Vaihingen - Lederberg zu Hedelfingen - Lehen zu Stuttgart-Süd - Lemberg/Föhrich zu Feuerbach - Lenzhalde zu Stuttgart-Nord - Lindenschulviertel zu Untertürkheim - Luginsland zu Untertürkheim - Möhringen - Möhringen-Mitte zu Möhringen - Möhringen-Nord zu Möhringen - Möhringen-Ost zu Möhringen - Möhringen-Süd zu Möhringen - Mönchfeld zu Mühlhausen - Mönchhalde zu Stuttgart-Nord - Muckensturm zu Bad Cannstatt - Mühlhausen - Mühlhausen zu Mühlhausen - Münster - Münster zu Münster | - Neckarvorstadt zu Bad Cannstatt - Neugereut zu Mühlhausen - Neuwirtshaus zu Zuffenhausen - Nordbahnhof zu Stuttgart-Nord - Obere Körschmühle - Obere Ziegelei - Oberer Schlossgarten zu Stuttgart-Mitte - Obertürkheim - Obertürkheim zu Obertürkheim - Österfeld zu Vaihingen - Ostheim zu Stuttgart-Ost - Plieningen - Plieningen zu Plieningen - Pfaffenwald zu Vaihingen - Pragstraße zu Bad Cannstatt - Pragwirtshaus - Rathaus zu Stuttgart-Mitte - Relenberg zu Stuttgart-Nord - Riedenberg zu Sillenbuch - Rohr zu Vaihingen - Rohracker zu Hedelfingen - Rosenberg zu Stuttgart-West - Rosental zu Vaihingen - Rot zu Zuffenhausen - Rotebühl zu Stuttgart-West - Rotenberg zu Untertürkheim - Rot- und Schwarzwildpark (heute: Wildpark) - Schatten - Schloss Solitude - Schlotwiese - Schmidener Vorstadt zu Bad Cannstatt - Schönberg zu Birkach - Seelberg zu Bad Cannstatt - Siegelberg zu Feuerbach - Sillenbuch - Sillenbuch zu Sillenbuch - Solitud zu Stuttgart-West - Sommerrain zu Bad Cannstatt - Sonnenberg zu Möhringen - Stammheim - Stammheim-Mitte zu Stammheim - Stammheim-Süd zu Stammheim - Steckfeld zu Plieningen - Steinhaldenfeld zu Bad Cannstatt - Sternhäule zu Möhringen - Stöckach zu Stuttgart-Ost - Stuttgart-Mitte - Stuttgart-Nord - Stuttgart-Ost - Stuttgart-Süd - Stuttgart-West - Südheim zu Stuttgart-Süd - Tachensee - Tränke zu Degerloch - Uhlandshöhe zu Stuttgart-Ost - Uhlbach zu Obertürkheim - Universität zu Stuttgart-Mitte - Untere Körschmühle - Untere Ziegelei - Untertürkheim - Untertürkheim zu Untertürkheim - Vaihingen - Vaihingen-Mitte zu Vaihingen - Veielbrunnen zu Bad Cannstatt - Viesenhäuser Hof - Vogelsang zu Stuttgart-West - Wangen - Wangen zu Wangen - Waldau zu Degerloch - Wallgraben-Ost zu Möhringen - Wallgraben-West zu Vaihingen - Wartberg - Wasen zu Bad Cannstatt - Weilimdorf - Weilimdorf zu Weilimdorf - Weilimdorf-Nord zu Weilimdorf - Weinsteige zu Stuttgart-Süd - Weißenhof zu Stuttgart-Nord - Westheim - Wildpark (früher: Rot- und Schwarzwildpark) zu Stuttgart-West - Winterhalde zu Bad Cannstatt - Wolfbusch zu Weilimdorf - Zazenhausen zu Zuffenhausen - Zuffenhausen - Zuffenhausen-Am Stadtpark zu Zuffenhausen - Zuffenhausen-Elbelen zu Zuffenhausen - Zuffenhausen-Frauensteg zu Zuffenhausen - Zuffenhausen-Hohenstein zu Zuffenhausen - Zuffenhausen-Im Raiser zu Zuffenhausen - Zuffenhausen-Mitte zu Zuffenhausen - Zuffenhausen-Mönchsberg zu Zuffenhausen - Zuffenhausen-Schützenbühl zu Zuffenhausen |